# アール・クルー
アール・クルー（Earl Klugh、1953年9月16日 - ）は、アメリカ・ミシガン州デトロイト出身のジャズ、フュージョン界のギタリストである。

## バイオグラフィ
10歳よりギターを始める。17歳の時にユセフ・ラティーフと、18歳の時にジョージ・ベンソンのレコーディングに参加し、またツアーにも参加した。20歳の時にチック・コリア主宰のリターン・トゥ・フォーエヴァーに加入し、エレクトリック・ギターを弾くようになった。しかし、病気になった家族を案じて2ヵ月で脱退。エレクトリック・ギターよりアコースティック・ギターへの思いが強かったからともいわれている。
そしてまだプロダクションとして設立して間もないGRPのデイヴ・グルーシンに見出され、1976年にブルーノート/キャピトル・レコードよりファースト・アルバム『アール・クルー』を発表。当時にしては珍しい、アコースティック・ギター（ナイロン弦ギター）をメインにしたアルバムである。以降デトロイトを拠点に、一貫してアコースティックを主体にした独自のスタイルで演奏していくことになる。
1979年発表のボブ・ジェームスとの共演作『ワン・オン・ワン』をジェームス主宰のタッパンジー・レコードから発表、1981年グラミー賞ベスト・ポップ・インストゥルメンタル・パフォーマンス賞を受賞する。
1985年、ワーナー・ブラザース・レコードに移籍、アルバム『ソーダ・ファウンテン・シャッフル』を発表。1987年にジョージ・ベンソンとの共作アルバム『コラボレーション』や、再びボブ・ジェームスと共演を果たし1991年に『クール』を発表するなど、積極的にアルバムをリリースしていく。
1999年、ウィンダム・ヒル・ジャズに移籍、『ピキュリア・シチュエーション』を発表。このアルバムにはロバータ・フラックをゲストに呼んでいる。
2005年、Koch Recordsに移籍、ギター・ソロのアルバム『Naked Guitar』を発表。このアルバムで自身の曲「Angelina」をセルフ・カバーしている。
2008年、フル・グループのオリジナル・アルバムとしては8年ぶりとなるアルバム『The Spice of Life』を発表。
2013年、ヘッズ・アップよりアルバム『ハンド・ピックド』を発表。

## 独自の演奏スタイル
彼は「チェット・アトキンスから最も強い影響を受けた」と様々なメディアで述べている。彼の独特に見える演奏法はチェットの奏法に非常に似ており、サムピックは決して使用せずに指の爪で弾いているものの、チェット・アトキンス奏法そのものであると言っても過言ではない。もちろん、音の出し方はかなり異なっており、クルーが発する音はかなり独特である。クルーはチェットの奏法を研究することで、その奏法を身に付けそして独自のスタイルを築いたのである。
また、彼は10歳でギターに転向するまではピアノを習っていた。現在でもレコーディングの際にキーボードを兼任することがある。また、自身のピアノソロのナンバーも存在する。彼は尊敬するアーティストの一人としてビル・エヴァンスを挙げており、「目指す音楽はビル・エヴァンスが奏でるピアノ曲のようなものである」という趣旨の発言をしている。彼はコード・ヴォイシングによる美しいハーモナイズの名手として知られているが、上述のチェット・アトキンス奏法によるメロディラインとベースラインの両立に加えてその巧みなコードワークにより、ギター1本でピアノ並みの多彩なメロディーを実現しようとしているのである。彼の多数のソロ・アルバムはその試みの集大成である。
彼はジョージ・ベンソンを師に持ち、ビバップ的インプロヴィゼーションの資質をも持ち合わせている。

## ディスコグラフィ

### スタジオ・アルバム
- 『アール・クルー』 - Earl Klugh (1976年、EMI America)
- 『リヴィング・インサイド・ユア・ラヴ』 - Living inside Your Love (1976年、EMI Manhattan)
- 『フィンガー・ペインティングス』 - Finger Painting (1977年、EMI Manhattan)
- 『マジック・イン・ユア・アイズ』 - Magic in Your Eyes (1978年、EMI) ※旧邦題『瞳のマジック』
- 『ハート・ストリング』 - Heart String (1979年、Capitol)
- 『ドリーム・カム・トゥルー』 - Dream Come True (1980年、EMI Manhattan)
- 『レイト・ナイト・ギター』 - Late Night Guitar (1980年、Capitol)
- 『クレイジー・フォー・ユー』 - Crazy for You (1981年、EMI Manhattan)
- 『ロー・ライド』 - Low Ride (1983年、Capitol)
- 『ウィッシュフル・シンキング』 - Wishful Thinking (1984年、Capitol)
- 『ナイト・ソングス』 - Night Songs (1985年)
- 『ソーダ・ファウンテン・シャッフル』 - Soda Fountain Shuffle (1985年、Warner Bros.)
- 『ライフ・ストーリーズ』 - Life Stories (1987年、Warner Bros.)
- 『ウィスパーズ・アンド・プロミセズ』 - Whispers and Promises (1989年、Warner Bros.)
- 『ソロ・ギター』 - Solo Guitar (1989年、Warner Bros.)
- 『トリオ Vol.1』 - Trio Volume 1 (1991年、Warner Bros.)
- 『ミッドナイト・イン・サン・フアン』 - Midnight in San Juan (1991年、Warner Bros.)
- 『トリオ Vol.2 サウンズ・アンド・ヴィジョンズ』 - Trio Volume 2 (1993年、Warner Bros.)
- 『バラッズ』 - Ballads (1993年、Capitol)
- 『ムーヴ』 - Move (1994年、Warner Bros.)
- 『そよ風のオアシス』 - Sudden Burst of Energy (1996年、Warner Bros.)
- 『ジャーニー』 - The Journey (1997年、Warner Bros.)
- 『ピキュリア・シチュエーション』 - Peculiar Situation (1999年、Windham Hill)
- 『ネイキッド・ギター』- Naked Guitar (2005年、Koch Entertainment)
- 『ザ・スパイス・オブ・ライフ』- The Spice of Life (2008年、Koch Entertainment)
- 『ハンド・ピックド』 - Hand Picked (2013年、Heads Up)

### コンピレーション・アルバム
- The Best of Earl Klugh (1991年、Blue Note)
- The Best of Earl Klugh Volume 2 (1992年、Blue Note)
- 『ツイン・ベスト・ナウ』 - Twin Best Now (1992年、Capitol)
- Love Songs (1996年、Blue Note)
- 『ベスト・オブ・アール・クルー』 - The Best of Earl Klugh (1998年、Warner Bros.)
- The Essential Earl Klugh (2003年、Capitol)
- Music for Lovers (2006年、Capitol)

### サウンドトラック・アルバム
- 『ハウ・トゥ・ビート・ザ・ハイ・コスト・オブ・リヴィング』 - How to beat the High Cost of Living (1982年、Columbia) ※with ヒューバート・ロウズ
- 『マーヴィン&タイジ』 - Marvin And Tige (1984年、Capitol) ※with パトリック・ウィリアムズ
- 『ジャスト・ビトゥイーン・フレンズ』 - Just Between Friends (1985年、Warner Bros.) ※with パトリック・ウィリアムズ

### デュエット・アルバム
- 『ワン・オン・ワン』 - One on One (1979年、Tappan Zee) ※with ボブ・ジェームス
- 『トゥー・オブ・ア・カインド』 - Two of a Kind (1982年、EMI Manhattan) ※with ボブ・ジェームス
- 『コラボレーション』 - Collaboration (1987年、Warner Bros.) ※with ジョージ・ベンソン
- 『クール』 - Cool (1991年、Warner Bros.) ※with ボブ・ジェームス
- 『ホテル・カリフォルニア』 - Hotel California/Super Guitar Duo (1998年、Universal) ※with 宮野弘紀

### DVD
- 『アール・クルー/IN CONCERT』 - The Jazz Channel Present Earl Klugh DVD (2001年、EMI America)